# Graham Edwards
Graham Edwards (Birkenhead, 21 juli 1936) is een voormalig Engelse voetballer die bij voorkeur als rechtsbinnen speelde.
Edwards kwam in zijn geboorteland uit voor enkele amateurclubs en maakte deel uit van het Britse militaire voetbalelftal. Als legerofficier, gestationeerd op de Duitse RAF-basis in Brüggen nabij de Nederlandse grens, kwam hij in 1959 in beeld bij VVV. Op 6 maart 1960 maakte hij daar zijn competitiedebuut in het thuisduel tegen Elinkwijk (2-2).
Na afloop van het seizoen 1960-61 verliet hij de Venlose club.

## Profstatistieken
| Seizoen         | Club            | Competitie      | Competitie | Competitie | Beker | Beker | Overige | Overige | Totaal | Totaal |
| Seizoen         | Club            | Competitie      | Wed.       | Dlp.       | Wed.  | Dlp.  | Wed.    | Dlp.    | Wed.   | Dlp.   |
| --------------- | --------------- | --------------- | ---------- | ---------- | ----- | ----- | ------- | ------- | ------ | ------ |
| 1959/60         | VVV             | Eredivisie      | 4          | 1          | —     | —     | —       | —       | 4      | 1      |
| 1960/61         | VVV             | Eredivisie      | 4          | 3          | 0     | 0     | —       | —       | 4      | 3      |
| Carrière totaal | Carrière totaal | Carrière totaal | 8          | 4          | 0     | 0     | 0       | 0       | 8      | 4      |